# Fourmis grimpant à un arbre
Fourmis grimpant à un arbre (chinois : 蚂蚁上树 ; pinyin : Mǎyǐ shàng shù) est un plat classique de la cuisine sichuanaise.

## Nom
Le nom du plat en chinois, Mǎyǐ shàng shù, est traduit par « fourmis grimpant à un arbre » ou « fourmis grimpant aux arbres ». On l'appelle ainsi parce que le plat contient des morceaux de viande hachée accrochés aux nouilles, évoquant des fourmis marchant sur des brindilles.

## Recette
Le plat se compose de viande hachée, souvent du porc, cuite dans une sauce et versée sur des nouilles cellophane (en). Le plat peut inclure d'autres ingrédients comme du vinaigre de riz, de la sauce soja, de l'huile végétale, de l'huile de sésame, des oignons verts, de l'ail, du gingembre et de la pâte de piment.
Pour faire les « fourmis », la viande est marinée pendant une courte période à température ambiante pendant que les nouilles sont trempées pour les ramollir. Dans un wok, l'huile est chauffée jusqu'à ce qu'elle soit presque fumante. Les échalotes, l'ail et le gingembre sont légèrement cuits dans le wok avant d'ajouter la viande marinée. Les nouilles ramollies sont ajoutées au wok pour s'imprégner de la saveur et du jus.
Les nouilles qui n'ont pas encore été ramollies peuvent également être frites dans de l'huile chaude pour ajouter de la texture au plat. Les nouilles gonfleront immédiatement et peuvent être retirées avec une écumoire, puis placées sur du papier absorbant pour égoutter avant de les ajouter au reste du plat,.